# Starrmyrtjärnen
Starrmyrtjärnen är en sjö i Sundsvalls kommun i Medelpad och ingår i Indalsälvens huvudavrinningsområde. Sjön har en area på 0,0518 kvadratkilometer och ligger 274,4 meter över havet.

## Delavrinningsområde
Starrmyrtjärnen ingår i det delavrinningsområde (694292-155884) som SMHI kallar för Mynnar i Kvarnån. Medelhöjden är 292 meter över havet och ytan är 1,76 kvadratkilometer. Det finns inga avrinningsområden uppströms utan avrinningsområdet är högsta punkten. Vattendraget som avvattnar avrinningsområdet har biflödesordning 3, vilket innebär att vattnet flödar genom totalt 3 vattendrag innan det når havet efter 37 kilometer. Avrinningsområdet består mestadels av skog (89 procent). Avrinningsområdet har 0,05 kvadratkilometer vattenytor vilket ger det en sjöprocent på 3 procent.